# Ibn Batuta
Abu Abdullah Muhammad Ibn Abdullah Al Lawati Al Tanji Ibn Battuta (24. veljače 1304. do 1368. do 1377., godina smrti nepouzdana), istaknuti arapski (marokanski) Berber, putnik i istraživač
Rodio se u berberskoj obitelji u Tangeru, Maroko 703. godine po islamskom kalendaru tijekom vladavine Merinidskog Sultanata. Bio je sunitski učenjak i pravnik iz malikijskog medheba (škola Fiqha ili sunitskog zakona), te povremeno kadija ili sudac. Najpoznatiji je ipak kao dalekosežan putnik i istraživač čiji iskaz dokumentira putovanja i sporedne izlete tijekom razdoblja od gotovo trideset godina koji pokrivaju oko 120,000 km. Putovanja su pokrila gotovo čitav poznati islamski svijet, a proširivala su se i na današnju Indiju, Maldive, Šri Lanku, Jugoistočnu Aziju i Kinu, udaljenost kojom je lako nadmašio svoga prethodnika, bliskog suvremenika i putnika Marka Pola.
Njegovo se ime može pronaći i kao ibn Batuta, ibn Batuda ili ibn Battutah. Poznat je također po nazivu Šams ad-Din, tj. tituli ili riječi poštovanja koja se svojedobno davala imenima učenjaka posebice na islamskom Istoku, a značila je "Sunce religije". Njegov je puni naslov i ime glasio Šams ad-Din Abu Abdulah Muhamed ibn Abdulah ibn Muhamed ibn Ibrahim Ibn Battuta al-Lawati al-Tanji.
Nekoliko godina nakon povratka Ibn Battuta je na nagovor sultana od Maroka, Abu Inana Farisa, izdiktirao iskaz svojih putovanja učenjaku Ibn Juzaiju, kojega je upoznao u Granadi. Taj iskaz, kojega je zapisao Ibn Juzai i protkao vlastitim komentarima, primarni je izvor informacija Battutinih doživljaja. Naslov tog prvotnog rukopisa može se prevesti kao Dar onima koji promišljaju o čudesima gradova i divotama putovanja, ali se često naziva Rihla ili "Putovanja". Bez obzira na očitu fikciju u mjestima, Rihla ipak pruža potpun iskaz postojanja nekih dijelova svijeta u 14. stoljeću.
Gotovo sve što se zna o Ibn Battutinu životu dolazi iz jednog izvora – Ibn Battute samog (preko Ibn Juzaija). Stvari u mjestima za koje tvrdi da ih je vidio ili učinio vjerojatno su fantastična, dok se u mnogim drugima ne može nikako saznati da li izvještava ili prepričava.

## Hadž (sa zaobilascima)
Ibn Battuta se rodio u Tangeru, Maroko između 1304. i 1307. godine. U dobi od (približno) dvadeset godina krenuo je na hadž – hodočašće u Meku. Kada je završio s njime nastavio je putovati, pa je na kraju napravio put dug 120,000 km uzduž i poprijeko muslimanskog svijeta te izvan njega (oko 44 modernih zemalja). Battuta je započeo svoja putovanja 1325. godine.
Na svoje putovanje do Meke krenuo je kopnom, slijedivši prilično blizu sjevernoafričku obalu Magreba sve dok nije stigao u Kairo. Ondje se našao unutar mamelučkog teritorija, koji je bio poprilično siguran, te se ukrcao na prvi od svojih zaobilazaka. Postojala su tri uobičajeno korištena pravca do Meke, a Ibn Battuta je odabrao upravo najmanje korišteni: putovanje uzvodno Nilom, a onda kopnom istočno do crvenomorske luke 'Aydhad. Ipak prilikom približavanja tom gradu bio je prisiljen vratiti se natrag zbog mjesne pobune.
Vrativši se u Kairo, poduzeo je drugo sporedno putovanje. Ovog puta krenuo je u Damask (tada također pod kontrolom Mameluka) gdje je susreo svetog čovjeka tijekom svog prvog putovanja koji je prorekao da će Ibn Battuta stići u Meku tek nakon putovanja kroz Siriju. Dodatna prednost tom sporednom putovanju bila su druga sveta mjesta smještena duž pravca kojim je išao – primjerice, Hebron, Jeruzalem i Betlehem – dok su mamelučke vlasti pružile posebnu podršku u očuvanju sigurnosti putovanja za hodočasnike.
Nakon što je proveo Ramazan u Damasku, Ibn Battuta se pridružio karavani koja je putovala 1300 kilometara od Damaska do Medine, Muhamedova grobnog mjesta. Nakon četiri dana otputovao je u Meku. Ondje je kao muslimanski hodočasnik dovršio uobičajene rituale. Nakon što je stekao položaj hadžije, okrenuo se povratku kući. Dobro promislivši, odlučio je umjesto toga nastaviti putovanje. Sljedeće odredište bio mu je Ilkanat u današnjem Iraku i Iranu.

## Iran i Put svile
Još jednom se priključio karavani s kojom je prešao granicu u Mezopotamiju i posjetio Nadžaf, grobno mjesto četvrtog kalifa Alija. Od tamo je otputovao u Basru, zatim u Isfahan, koji je samo nekoliko desetljeća bio udaljen od Timurova skoroga razaranja. Sljedeći su bili Širaz i Bagdad, koji se nalazio u lošem stanju nakon što ga je opustošio Hulagu-kan.
Ondje je susreo Abu Saida, posljednjeg vladara ujedinjenog Ilkanata. Nakon što je neko vrijeme Ibn Battuta putovao kraljevskom karavanom, odlučio je krenuti na sjever prema Tabrizu smještenome na Putu svile. To je bio prvi veći grad u regiji koji je otvorio svoja vrata Mongolima, a koji je postao važno trgovinsko središte nakon uništenja većine svojih obližnjih suparnika.

## Drugi Hadž i Istočna Afrika
Nakon ovog putovanja Ibn Battuta se vratio u Meku na svoj drugi hadž. Ondje je ostao živjeti godinu dana prije nego što se upustio na drugo veliko putovanje. Ukrcavši se na brod, krenuo je niz Crveno more i istočnoafričku obalu. Njegovo prvo veće zaustavljanje bio je Aden, gdje je namjeravao stvoriti bogatstvo kao trgovac dobrima koji su otjecali na Arapski poluotok iz Indijskog oceana. Prije nego što je to napravio, odlučio je napraviti svoju posljednju avanturu. Priključio se brodskoj posadi na putu niz obalu Afrike.
Provevši oko tjedan dana u svakome od svojih odredišta, posjetio je među ostalima Etiopiju, Mogadišu, Mombasu, Zanzibar i Kilwu. Promjenom monsuna, on i brod na kojem se nalazio vratili su se u južnu Arabiju. Završivši svoju posljednju avanturu prije konačnog smirenja, odmah je odlučio otići posjetiti Oman i Hormuški tjesnac. Kada je to učinio otputovao je opet u Meku.

## Turska i Indija
Provevši ondje još jednu godinu, odlučio je potražiti zaposlenje s muslimanskim sultanom od Delhija. Pošto je trebao vodiča i prevoditelja ako je nakanio ondje otputovati, otišao je u Anatoliju, koja je onda bila pod kontrolom Turaka Seldžuka, kako bi se pridružio jednoj od karavana koje su išle od tamo do Indije. Iz Damaska je krenuo genoveškim brodom na putovanje do Alanyje smještene na južnoj obali današnje Turske. Od tamo je kopnom putovao do Konyje i onda do Sinope na crnomorskoj obali.
Prešavši Crno more Ibn Battuta je pristao u Kaffi (sada Feodosija) na Krimu, te je ušao u zemlje Zlatne Horde. Ondje je kupio teretna kola i neočekivano se pridružio karavani Ozbega, kana Zlatne Horde, na putovanju sve do Astrahana na rijeci Volgi.
Pri dolasku u Astrahan Kan je odlučio dopustiti jednoj od svojih trudnih žena da ode roditi u svoj rodni grad – Konstantinopol. Možda nije iznenađujuće za čitatelja da je Ibn Battuta ispričao svoj put u toj ekspediciji, koja mu je bila prva izvan granica islamskog svijeta.
Došavši ondje pri kraju 1332. godine, susreo je cara Andronika III te vidio velebnu Aju Sofiju. Nakon mjesec dana boravka u gradu, krenuo je istim putem natrag do Astrahana, gdje je onda nastavio mimo Kaspijskog i Aralskog jezera do Buhare i Samarkanda. Od tamo je otputovao u Afganistan, gdje je koristio planinske prolaze da prijeđe u Indiju.
Sultanat od Delhija bio je relativno nov dodatak Dar al-Islamu, a sultan Muhamed Tuglak donio je odluku da se dovede što je moguće više muslimanskih učenjaka i ostalih službenika radi konsolidacije svoje vlasti. Na temelju Battutinih godina studiranja za vrijeme boravka u Meki, sultan ga je zaposlio kao kadiju ("sudac").
Tuglak je bio ekscentričan čak i po standardima svojega vremena, pa je Ibn Battuta promijenio mišljenje između življenja visokim životom povjerljivog podanika i bivanja pod sumnjom zbog različitih razloga. Naposljetku je odlučio otići pod izgovorom odlaska na još jedan hadž, ali mu je sultan ponudio alternativu da bude veleposlanik u Kini. Budući da mu je dana mogućnost i da otiđe od sultana i da posjeti nove zemlje, Ibn Battuta ju je prihvatio.

## Jugoistočna Azija i Kina
Na putu prema obali njega i njegovo društvo su napali hinduski pobunjenici. Budući da je bio odvojen od drugih, opljačkali su ga i zamalo je izgubio život. Usprkos svemu, uspio je sustići svoju grupu u dva dana, te je nastavio putovanje u Cambay. Od tamo je otplovio za Kalkutu. Dok je Ibn Battuta posjetio džamiju na obali, nastala je oluja i dva su se broda iz njegove ekspedicije potopila. Treći je tada otplovio bez njega, a završio je tako da ga je nekoliko mjeseci kasnije osvojio lokalni kralj na Sumatri.
U strahu od povratka u Delhi zbog neuspjeha, ostao je neko vrijeme na jugu pod zaštitom Jamala al-Dina, ali kada je taj uglednik zbačen postalo je neophodno za Ibn Battutu da u potpunosti napusti Indiju. Odlučio je nastaviti prema Kini, sa zaobilaskom blizu početka putovanja na Maldive.
Na Maldivima je proveo devet mjeseci, mnogo više nego što je namjeravao. Njegove su vještine kao kadija bile visoko poželjne na nerazvijenim otocima te je bio polupodmićen, poluotet radi ostanka ondje. Imenovan je vrhovnim sucem te se vjenčao u kraljevsku obitelj. Time je postao upleten u lokalnu politiku, a završio je odlaskom nakon iskorištavanja svoje dobrodošlice nametanjem strogih presuda u laissez-faire otočnom kraljevstvu. Od tamo je nastavio prema Cejlonu kako bi ondje posjetio Adamov vrh.
Isplovivši s Cejlona njegov je brod zamalo potonuo u oluji, dok je brod koji ga je spasio napadnut od gusara. Nakon što ga je more izbacilo na obalu, Ibn Battuta se još jednom uputio natrag u Kalkutu, od kuda je opet isplovio na Maldive prije nego što se ukrcao na kinesku džunku i pokušao još jednom stići do Kine.
Ovoga puta je uspio, doprijevši u brzom nizu do Chittagonga, Sumatre, Vijetnama i napokon do Quanzhoua u provinciji Fujian, Kina. Od tamo je krenuo na sjever do Hangzhoua, nedaleko od današnjeg Šangaja. Također je tvrdio da je putovao čak dalje na sjever kroz Veliki kanal do Beijinga, ali vjeruje se da je to jedna od njegovih priča, a ne stvaran događaj.

## Povratak kući i Crna smrt
Nakon povratka u Quanzhou Ibn Battuta se odlučio vratiti kući – iako je mali problem bio gdje se točno "kuća" nalazila. Vrativši se još jednom u Kalkutu, duboko je promislio da li će se predati na milost Muhameda Tuglaka. Nakon što je o tome bolje razmislio, odlučio je nastaviti još jednom do Meke. Vratio se preko Hormuza i Ilkanata te je uvidio da se država rasplinula u građanskome ratu, pošto je Abu Sa'id umro još tijekom njegova prethodnog puta ondje.
Kada se vratio u Damask s namjerom da ponovo krene istim putem kojim je išao na prvi hadž, saznao je da mu je otac umro. Smrt je bila tema i iduće godine, pošto se Crna smrt već bila pojavila, a Ibn Battuta je bio na njezinu dohvatu kako se širila kroz Siriju, Palestinu i Arabiju. Nakon dolaska u Meku odlučio se vratiti u Maroko gotovo četvrt stoljeća nakon što ga je napustio. Tijekom putovanja napravio je posljednji zaobilazak na Sardiniju, nakon čega se vratio u Tanger gdje je otkrio da mu je majka također umrla nekoliko mjeseci ranije.

## Andaluzija i Sjeverna Afrika
Nakon boravka u Tangeru svega nekoliko dana Ibn Battuta je krenuo na put u al-Andalus – muslimansku Španjolsku. Kastiljski kralj Alfonso XI. prijetio je osvajanjem Gibraltara, pa se Ibn Battuta odlučio pridružiti grupi Muslimana koji su napustili Tanger radi obrane luke. Kada je stigao u Gibraltar saznao je da je Crna smrt ubila Alfonsa, pa je prijetnja iščeznula. Stoga je Ibn Battuta umjesto toga odlučio napraviti posjet radi užitka. Putovao je kroz Valenciju, a završio u Granadi.
Čim je napustio Španjolsku odlučio je proputovati jedini dio muslimanskog svijeta kojega nikada nije istražio: Maroko. Na svome povratku kući zaustavio se na trenutak u Marakešu, koji je nakon nedavne epidemije kuge i prijenosa glavnoga grada u Fes gotovo nalikovao gradu duhova.
Još jednom se vratio u Tanger i još je jednom nastavio dalje. Dvije godine prije njegova prvog posjeta Kairu malijski kralj Mansa Musa prošao je kroz isti grad na svom vlastitom hadžu uzrokovavši senzaciju sa svojim rasipnim bogatstvom -- otprilike polovina onodobne svjetske opskrbe zlatom dolazila je iz zapadne Afrike. Dok Ibn Battuta, koji je čuo za njega tijekom vlastitog putovanja, nigdje posebno ne spominje taj događaj, on mu je morao posijati klicu u mislima. Upravo je zbog toga odlučio krenuti na put i posjetiti muslimansko kraljevstvo na suprotnoj strani pustinje Sahare.

## Mali
U jesen 1351. Ibn Battuta je krenuo na put iz Feza te je stigao u posljednji marokanski grad (Sidžilmasu) nešto više od tjedan kasnije. Kada su nekoliko mjeseci kasnije krenule zimske karavane, pridružio se jednoj i u roku od mjesec dana nalazio se u srednjosaharskom gradu Taghazi. Kao središte trgovine soli Taghaza je bila preplavljena njome jednako kao i malijskim zlatom. Ipak Ibn Battuta nije stekao sklon dojam o njoj. Sljedećih 800 km kroz najgori dio pustinje dovelo ga je u Mali, posebice u grad Walatu.
Od tamo je otputovao jugozapadno duž rijeke za koju je vjerovao da je Nil (iako je zapravo to bila rijeka Niger) dok nije stigao do glavnog grada Malijskog Carstva. Ondje je susreo Mansu Sulejmana, kralja koji je vladao od 1341. Sumnjičav oko kraljeve bijedne gostoljubivosti ostao je usprkos svemu osam mjeseci nakon čega je krenuo na put natrag uz Niger do Timbuktua. Iako je tijekom sljedećih dvaju stoljeća postao najvažniji grad u regiji, u to je vrijeme bio malen i nedojmljiv, pa je Ibn Battuta ubrzo krenuo dalje. Na povratku kroz pustinju primio je poruku sultana od Maroka koji mu je zapovijedio da se vrati kući. To je učinio, ali je ovoga puta zauvijek ostao ondje.
Nakon objavljivanja Rihle malo se zna o Ibn Battutinu životu. Moguće je da je bio imenovan kadijom u Maroku. Ibn Battuta je umro u Maroku između 1368. i 1377. godine. Stoljećima je njegova knjiga bila skrivena od drugih, čak i unutar muslimanskog svijeta. Ta je nepravda ispravljena 1800-ih kada je nanovo otkrivena i prevedena na nekoliko europskih jezika. Od tada Ibn Battuti raste slava, pa je danas on dobro poznata ličnost na Srednjem istoku…

## Više informacija
- Ibn Battuta (krater) o lunarnom krateru nazvanome po njemu

## Vanjske poveznice
- Ibn Battuta na Webu — web direktorij posvećen Ibn Battuti
- Ibn Battuta: Putovanja u Aziju i Afriku 1325.-1354.  Arhivirana inačica izvorne stranice od 13. svibnja 2011. (Wayback Machine) — izvadak iz prijevoda H. A. R. Gibba
- Najdulji hadž: Putovanja Ibn Battute  Arhivirana inačica izvorne stranice od 20. rujna 2013. (Wayback Machine) — članak Douglasa Bullisa sa Saudi Aramco Worlda (srpanj/kolovoz 2000)
- Putovanja s Tangerinom: Putovanja u fusnotama Ibn Battute i Predvorje tisuću stupova: Od Hindustana do Malabara s Ibn Battutom — Knjige Tima Mackintosha-Smitha
- Biografija — interaktivna putovanja Ibn Battute